# Hijaz

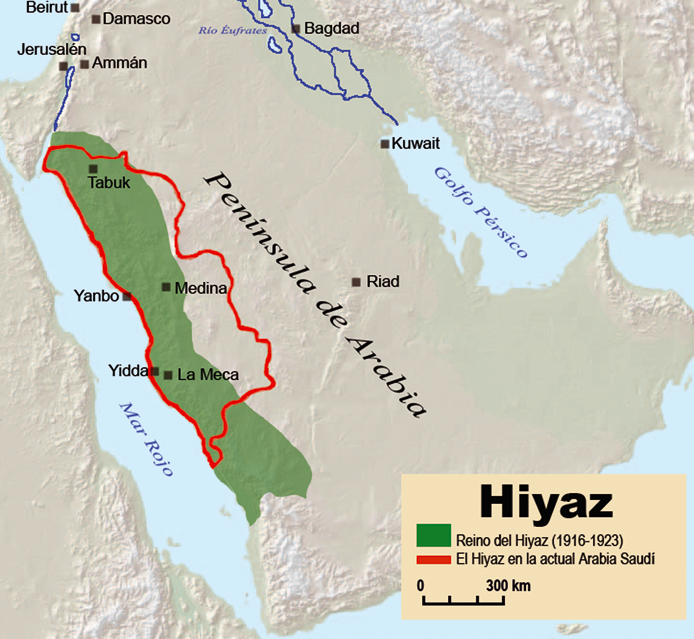
El regne del Hijaz i el Hijaz actual

El Hijaz (àrab: الحجاز, al-Ḥijāz, ‘la Barrera’) és una regió històrica del nord-oest de la Península d'Aràbia, pertanyent a l'Aràbia Saudita des de 1932. El seu nom pot trobar-se transcrit també com a Hejaz, Hedjaz, Hidjaz, Hiyaz, Hiğaz, Al-Hiğaz, etc. La seva ciutat principal és Jiddah, però les seves poblacions més conegudes són la Meca i Medina.

## Geografia
Estrictament la Tihama i la regió d'Asir no en fan part però sovint s'inclouen dins d'aquesta regió. Està dividida en tres parts, nord, centre i sud. La part nord va entre la frontera amb Jordània a la regió d'Akaba fins a al-Tubayk. La part central te al sud les comarques de Taif, La Meca i Jiddah i al nord les de Medina i Yanbo. Entre Medina i la Meca hi ha una gran harra o desert de terra coberta de pedra negra en trossos, de 300 km. La part sud és la més muntanyosa i s'inicia al sud de Jiddah, incloent al-Kunfudha i Haly, al sud del qual ja es considera que comença la Tihamat Asir.

## Història
El Hijaz fou el nucli central de l'islam. Poblat per tribus àrabs algunes de les quals eren paganes i altres cristianes o jueves, van adoptar l'islam entre el 622 i el 630, per les predicacions de Mahoma. La regió va romandre en mans dels califes fins al segle x. A partir del 920, el càrmata Abu-Tàhir al-Jannabí va començar a atacar caravanes de pelegrins a la Meca i va exigir la cessió de Bàssora i Ahwaz entre d'altres. Rebutjades aquests demandes va seguir atacant els pelegrins. El 928 va derrotar un exèrcit del califa dirigit per Yusuf al-Sadj, que va morir en la lluita (febrer del 928) i va intentar atacar Bagdad. L'11 de gener del 930 es va presentar a la Meca amb un exèrcit on va matar molts pelegrins a la mesquita, va saquejar la ciutat durant una setmana i es va emportar la Pedra Negra. El mateix any va conquerir Oman. Va continuar fent atacs contra els pelegrins. El camarlenc del califa, Muhammad ibn Yakut, va iniciar negociacions i li va proposar la investidura oficial de les regions que dominava a canvi de parar els seus atacs i restituir la Pedra Negra. Abu Tahir va acceptar tot excepte retornar la pedra, però va exigir la cessió de Bàssora, però el preacord es va trencar al cap de pocs mesos i els atacs al pelegrins es van reprendre. L'exèrcit del califa fou derrotat entre Kufa i Kadisiyya. El 939 amb una mediació, el cap càrmata va autoritzar reprendre el pelegrinatge a canvi d'un tribut del califa per despeses de protecció, que Abu Tahir recaptaria entre els mateixos pelegrins. Abu Tahir va morir el 943/944. La Pedra Negra, damnada, fou retornada a canvi d'un fort rescat l'any 950; posteriorment el control càrmata es va afluixar i els ikhxídides com a representants del califa van poder exercir el poder fins vers el 969 quan es va instal·lar la dinastia de xerifs haiximites que va governar el territori en endavant, si bé van reconèixer primer al fatimites, després als aiúbides i després als mamelucs, fins al 1517 quan van haver de reconèixer la sobirania del sultà otomà. Dins dels xerifs haiximites de la Meca també van governar diverses branques.
L'aixecament conegut com a Rebel·lió Àrab —en el qual va participar Lawrence d'Aràbia— va expulsar els otomans (novembre de 1916 a novembre de 1918). Va gaudir d'una independència efímera després de la Primera Guerra Mundial sota l'ègida de la dinastia dels Haiximites del Hijaz, el cap de la qual, Husayn ibn Ali, que governava fins aleshores la regió amb el títol de xerif de la Meca i emir d'Hijaz (aquest darrer títol des del 1908) va ser considerat en endavant rei d'Hijaz per les potències aliades.
El 1924-1925 el Hijaz va ser ocupat pel clan dels Al Saud, governants del veí territori de Nejd, a l'Aràbia central. Els haiximites van ser desallotjats del poder i el Hijaz annexionat al Nejd, proclamant Abd-al-Aziz ibn Saüd el 1926, esdevenint regne de l'Aràbia Saudita el 1932.
Branques haiximites van ser col·locades pel Regne Unit en els trons de l'Iraq i de la llavors recentment creada Transjordània.